# 大巴六九部落
大巴六九部落，亦稱泰安部落，是原住民族委員會核定的一個卑南族部落，位於臺東縣卑南鄉泰安村，是原「八社」中的大巴六九社。大巴六九屬於卑南「石生傳說」系統的部落之一。

## 相關作品
- 《檳榔‧陶珠‧小女巫、斯卡羅人》，巴代著，台灣，耶魯國際文化，2009年8月。